# نبرد کوزیکوس
نبرد دریایی کوزیکوس در مه یا ژوئن ۴۱۰ پیش از میلاد در طی جنگ پلوپونز رخ داد. در این نبرد ناوگان آتن به رهبری آلکیبیادس، ترازیبول و ترامنس ناوگان اسپارت را به رهبری مینداروس کاملاً نابود کردند. این پیروزی کنترل آتن را بر بخشی از شهرهای داردانل تا سال بعد تضمین کرد. اسپارتی‌ها در پی شکست پیشنهاد صلحی را ارائه کردند که آتنی‌ها آن را نپذیرفتند. هخامنشیان در این جنگ از اسپارت پشتیبانی می‌کردند.